# 神田紅葉
神田 紅葉（かんだ もみじ、1950年12月19日 - 2017年7月25日）は、日本講談協会に所属した講談師。本名は矢向 純子。

## 経歴
1950年12月19日、長野県飯山市生まれ、松本市出身。父は警察予備隊に勤務。5人兄弟で兄、弟2人、妹1人がいる。父親の転勤についてゆき、小学校から中学校にかけては転校を繰り返す。長野県松本美須々ヶ丘高等学校卒業後は八十二銀行松本支店に就職。1974年に警察官の叔父の部下と見合い結婚、東京に行く。
専業主婦として奮闘する中、49歳から神田紅の講談教室に通い始め、2001年には50歳で弟子入りする。2006年二ツ目昇進。2016年秋の真打昇進を目前とした同年5月に末期の胆のうがんが見つかり、10月に予定されていたパーティーを中止、同年9月に真打昇進披露を敢行。戦後では史上最年長、65歳での真打昇進を果たす。 披露興行後も、体調を整えながら高座へ上がる。
亡くなる3週間前、 7月4日の所沢講談会が最後の高座となり「鉢の木」を語った。
2017年7月25日、胆のうがんのため東京都新宿区の病院で死去、66歳没。

## 略歴
- 2001年∶神田紅に入門[1]。
- 2006年∶二ツ目に昇進[1]。
- 2016年
  - 5月∶末期の胆のうがんが見つかる[1]。
  - 9月∶真打昇進[1]。
- 2017年∶死去[1]。